# 히우주

히우 주의 위치

히우주(에스토니아어: Hiiu maakond)는 에스토니아 북서부에 위치한 주로 주도는 캐르들라이며 면적은 1,023km2, 인구는 10,097명(2009년 기준), 인구 밀도는 9.9명/km2, ISO 3166-2 코드는 EE-39이다. 히우마섬과 인근에 있는 작은 섬들을 관할하며 동쪽으로는 래네 주, 남쪽으로는 사레 주와 접한다.

주기
주 문장

## 하위 행정 구역

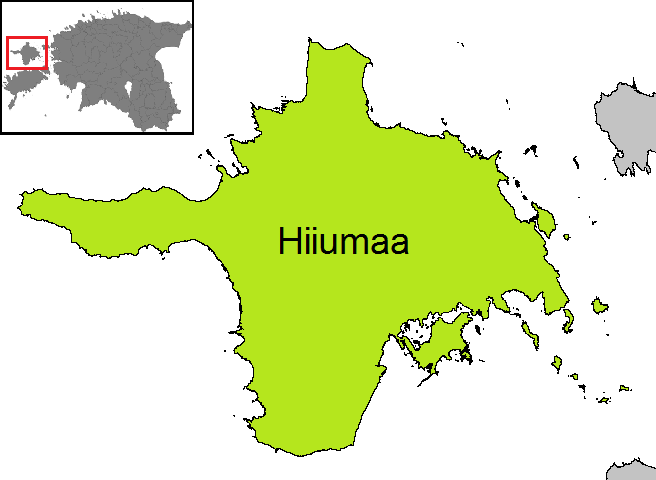
히우 주의 하위 행정 구역

히우 주는 1개 지방 자치체를 관할하는데 1개 군으로 나뉜다.
- 히우마군